# هيروفومي ياماناكا
هيروفومي ياماناكا (باليابانية: 山中浩史؛ بالكانا: やまなか ひろふみ) هو لاعب كرة قاعدة ياباني، ولد في 9 سبتمبر 1985 في أماكوسا في اليابان.

## وصلات خارجية
- هيروفومي ياماناكا على موقع الدوري الياباني لكرة القاعدة (الإنجليزية)
- هيروفومي ياماناكا على موقعبيزبول رفرنس.كوم (الدوري الثانوي) (الإنجليزية)